# Gillenfeld

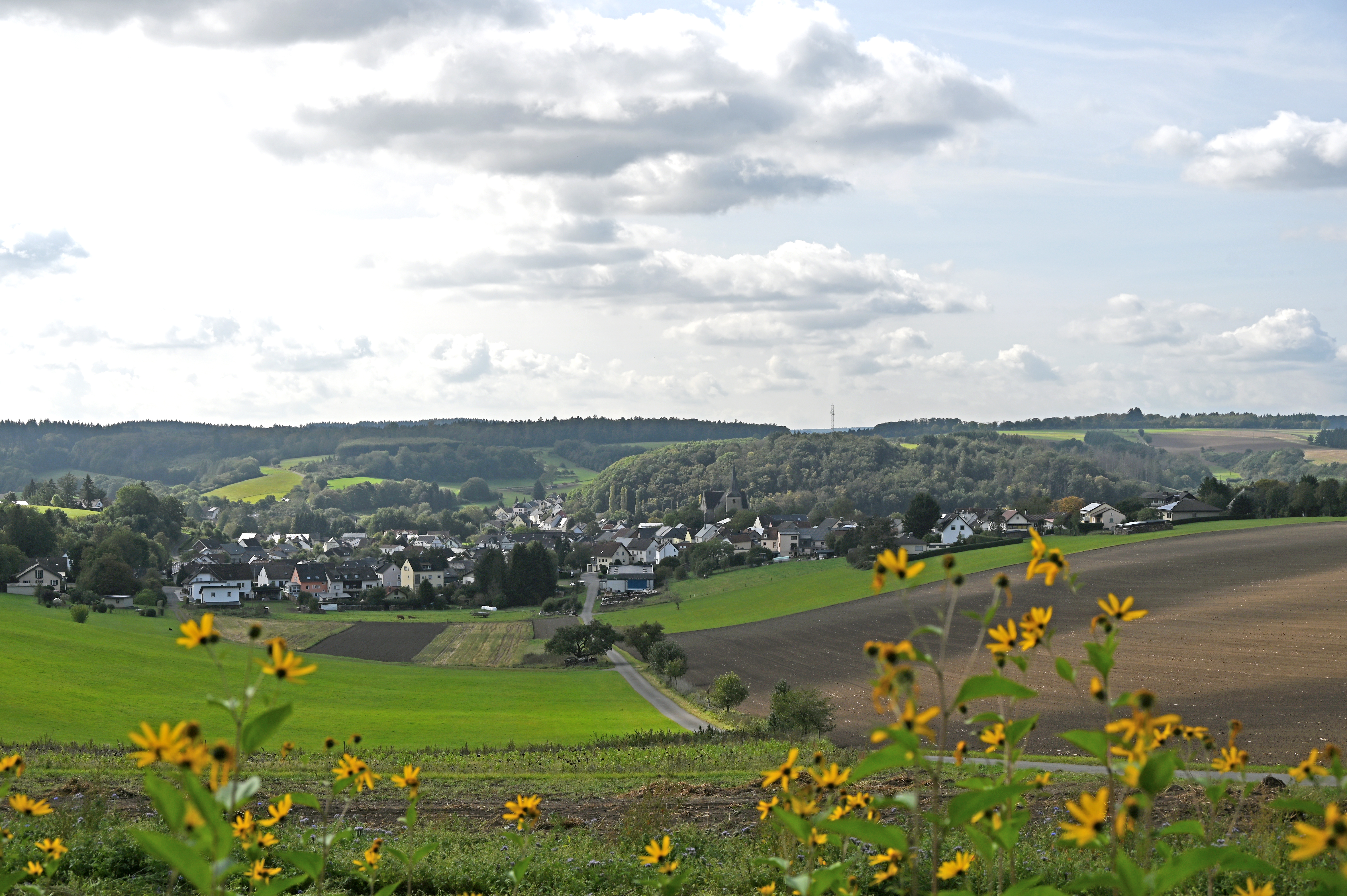
Gillenfeld von Nordosten

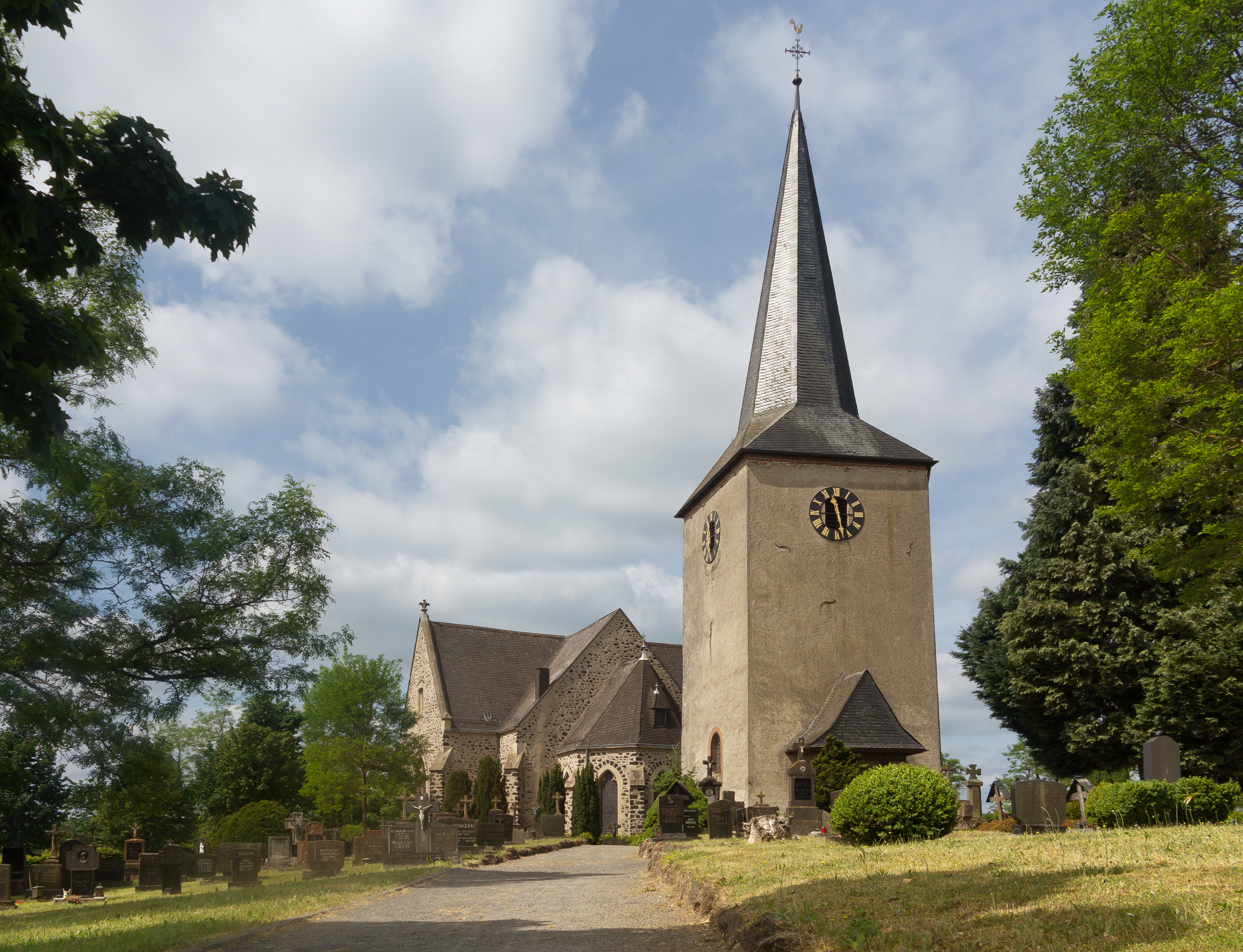
Gillenfeld, Pfarrkirche St. Andreas mit mittelalterlichem Glockenturm

Gillenfeld (in Eifeler Mundart: „Jillwed“) ist eine Ortsgemeinde im Landkreis Vulkaneifel in Rheinland-Pfalz. Sie gehört der Verbandsgemeinde Daun an. Gillenfeld ist ein staatlich anerkannter Erholungsort und gemäß Landesplanung als Grundzentrum ausgewiesen.

## Geographische Lage
Der Ort liegt in der Vulkaneifel mit einem Vulkansee, dem Pulvermaar. Durch Gillenfeld führt der Maare-Mosel-Radweg auf der Trasse der ehemaligen Eisenbahnstrecke von Wittlich nach Daun.
Zu Gillenfeld gehören auch die Wohnplätze Andreashof, Auf der Maarhöhe, Birkenhof, Erlenhof, Hof Römerberg, Johanneshof und Maarhof.

## Geschichte
Erstmals erwähnt wurde der Ort Gillenfeld im Jahre 1016, als Kaiser Heinrich II. dem Koblenzer Florinsstift das Markt-, Münz- und Zollrecht zu Gilliveld verliehen hatte.
Die Grundherrschaft zu Gillenfeld hatte das Stift St. Florin in Koblenz. Mit der Vogtei zu Gillenfeld waren die Herren von Kerpen belehnt. Durch Erbschaft kam die Vogtei an die Grafen von Manderscheid und zuletzt an die Herzoge von Aremberg. Aremberg hatte einen Schultheißen zu Gillenfeld. Die Schutzherrschaft über Gillenfeld stand dem Erzstift Trier zu und die Gemeinde musste deshalb jährlich einen Gulden, sechs Weideschafe und zehn Malter Hafer entrichten.
Die von Kurtrier behauptete und vom Amt Daun ausgeübte Landeshoheit wurde vom Stift St. Florin und dem Herzog von Aremberg bestritten. In den Jahren 1722 und 1784 wurden deswegen Prozesse beim Reichskammergericht geführt, die aber nicht mehr entschieden wurden.
Infolge der Französischen Revolutionskriege hatte Gillenfeld unter den Truppendurchzügen zu leiden. Von 1798 bis 1814 waren die Gillenfelder Angehörige der Französischen Republik bzw. des Französischen Kaiserreichs (ab 1804). Unter der französischen Verwaltung gehörte Gillenfeld zum Kanton Daun im Saardepartement. Aufgrund der auf dem Wiener Kongress (1815) getroffenen Vereinbarungen wurde Gillenfeld wie die gesamte Eifel dem Königreich Preußen zugeordnet. Gillenfeld war Sitz einer Bürgermeisterei im 1816 neu errichteten Kreis Daun des Regierungsbezirks Trier.
Zwischen 1836 und 1884 fand aus Gillenfeld eine große Auswanderungswelle nach Amerika und in das von den Franzosen eroberte Algerien statt, wobei 126 Menschen ihren Heimatort verließen. In den Jahren 1876 und 1887 wurde der Ort von zwei verheerenden Bränden heimgesucht.

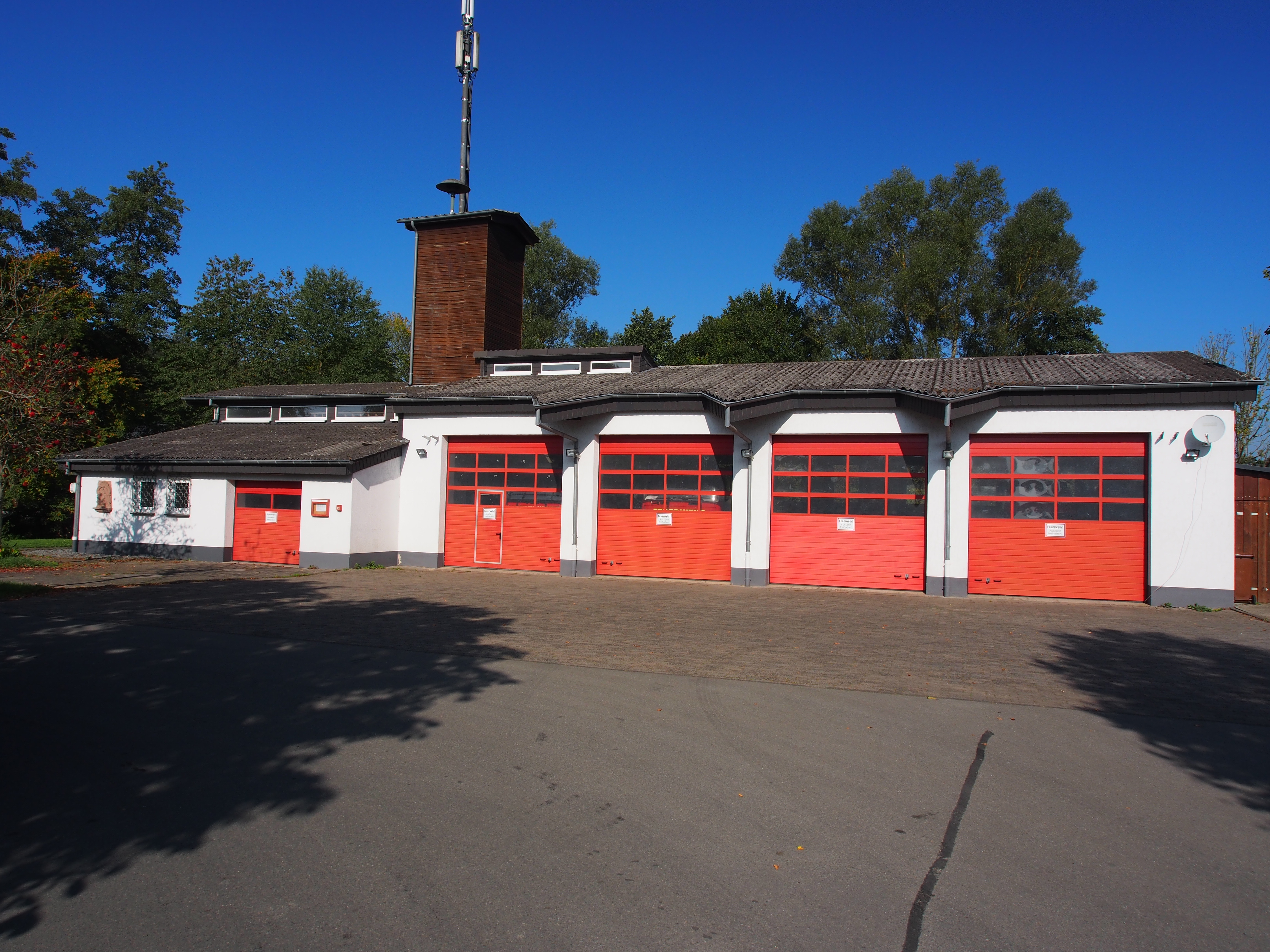
Feuerwehrhaus in Gillenfeld

1876 fiel das Unterdorf und 1887 das Oberdorf einer Feuersbrunst zum Opfer. Der Gründung der Freiwilligen Feuerwehr im Jahre 1880 ist es vielleicht zu verdanken, dass der Brand 1887 nicht die Ausmaße von 1876 erreichte. Auch als Pfarrort kann Gillenfeld auf eine lange Tradition zurückblicken. Bereits 1220 erschien der Ort als Pfarrei. Zur heutigen Pfarrei Gillenfeld gehören die Orte Ellscheid, Saxler und Winkel. Pfarrkirche ist die 1898 neben der alten Kirche erbaute St.-Andreas-Kirche, von der nur der Westturm erhalten blieb.
Die Ereignisse und die Zeit des Dritten Reiches gingen mit der Besetzung durch US-Truppen am 10. März 1945 in Gillenfeld zu Ende.
1968 wurde die neue Hauptschule gebaut und das Dorf wurde wegen der starken Nachfrage nach Baugrundstücken erweitert. Die 1970er Jahre brachten  die Verwaltungsreform, welche zur Auflösung des Amtes Gillenfeld und zur Eingliederung in die Verbandsgemeinde Daun führte. Am 22. März 1988 wurde nach der Streckenstilllegung Daun–Wittlich der Bahnhof Gillenfeld geschlossen.
Die Entwicklung der Einwohnerzahl von Gillenfeld, die Werte von 1871 bis 1987 beruhen auf Volkszählungen:
| Jahr | Einwohner |
| ---- | --------- |
| 1815 | 537       |
| 1835 | 653       |
| 1871 | 700       |
| 1905 | 791       |
| 1939 | 1.121     |
| 1950 | 998       |
| 1961 | 1.039     |

| Jahr | Einwohner |
| ---- | --------- |
| 1970 | 1.151     |
| 1987 | 1.241     |
| 1997 | 1.429     |
| 2005 | 1.476     |
| 2011 | 1.437     |
| 2017 | 1.436     |
| 2023 | 1.440     |

## Politik

### Bürgermeister
Karl-Heinz Schlifter wurde 2014 Ortsbürgermeister von Gillenfeld. Am 26. Mai 2019 wurde er mit einem Stimmenanteil von 76,62 % und im Juni 2024 mit 71,52 % wiedergewählt.
Schlifters Vorgängerin Heike Hermes hatte das Amt von 2003 bis 2014 ausgeübt.

### Wappen
| Wappen von Gillenfeld | Blasonierung: „Durch Wellenschnitt geteilt; oben in Silber eine rote Krone (Kaiserkrone), unten in Blau ein silberner Krug.“ |
| Wappen von Gillenfeld | Wappenbegründung: Die Kaiserkrone symbolisiert die im 11. Jahrhundert vom Kaiser verliehenen Markt-, Münz- und Zollrechte; der Wellenschnitt und die blaue Grundfarbe des unteren Wappenteils weisen auf die Gillenfelder Maare und damit auch auf den Vulkanismus hin; der Krug erinnert an Grundherrschaft des Koblenzer Florinsstifts, auf verschiedenen Siegeldarstellungen des Stiftes wurde St. Florin immer mit einem Weinkrug dargestellt. Das Wappen wurde am 28. November 1990 genehmigt. |

## Verkehr

### Straße
Gillenfeld ist zu erreichen über die A 1/A 48 (Koblenz–Trier–Saarbrücken), Anschlussstelle Mehren/Gillenfeld, Richtung Zell/Mosel (B 421) oder die Anschlussstelle Gillenfeld/Manderscheid (A 1/A 48 Saarbrücken–Trier–Koblenz), weiter Richtung Gillenfeld (Pulvermaar/Holzmaar).

### Bahn
Am 1. Dezember 1909 wurde Gillenfeld mit der Eröffnung der Maare-Mosel-Bahn an das deutsche Schienennetz angeschlossen. Seit dem 29. Mai 1988 ist Gillenfeld nicht mehr mit dem Zug zu erreichen.

## Sehenswürdigkeiten

### Gillenfelder Maare
Das Pulvermaar liegt unweit von Gillenfeld entfernt und ist nach dem Bodensee und den Voralpenseen der tiefste natürliche See Deutschlands. Im Sommer herrscht dort reger Badebetrieb. Zusammen mit dem Holzmaar bildet es die Gillenfelder Maare.

### Dürres Maar, Hitsche Maar und Holzmaar
Westlich des Alftals liegen in einer Vulkangruppe nebeneinander drei Maare: das Holzmaar, das Dürre Maar und das Hitsche Maar. Sie sind nacheinander entlang der geologischen Störungslinie entstanden: zuerst im Nordwesten das Hitsche Maar, dann das Dürre Maar und zuletzt das Holzmaar im Südosten. Die vulkanische Tätigkeit wanderte also von Nordwesten nach Südosten. Das Hitsche Maar ist damit das älteste Maar und das Holzmaar das jüngste innerhalb dieser Maargruppe. Diese drei Maare sind während der Weichsel-Kaltzeit entstanden und vermutlich älter als 20.000 Jahre.
Die Altersabfolge der drei Maare lässt sich aus der Überlagerungsabfolge der Tuffe ableiten. Die Tuffe des Hitsche Maares sind von den Tuffen des Dürren Maares überdeckt und die Tuffe des Dürren Maares durch die Tuffe des Holzmaares, die zuletzt ausgeworfen wurden.
Siehe auch: Liste der Kulturdenkmäler in Gillenfeld

## Persönlichkeiten
- Emmerich David (1882–1953), von 1931 bis 1952 Generalvikar zweier Kölner Erzbischöfe
- Michael Kutscheid (1923–2009), Kommunal- und Landespolitiker (CDU)
- Erhard Schäfer (* 1959), Koch

## Trivia
In der Folge Satelliten: Spielzeuge der Milliardäre des ZDF Magazin Royale vom 23. September 2022 machte sich Jan Böhmermann über den schlechten Internetausbau in der Eifel lustig und erwähnte dabei Gillenfeld:

„Also durchhalten, liebe Eifel! Rettung naht! Dank ganz neuer Satellitentechnik können Sie bald auch bei Ihnen zu Hause in Irrel, in Körperich oder in Gillenfeld solche starken Internet-Videos in bester 4K-Auflösung genießen“